# Catharanthus
Catharanthus és un gènere de vuit espècies de plantes herbàcies perennes, set endèmiques de l'illa de Madagascar, la vuitena nativa del subcontinent Indi al sud d'Àsia.

## Descripció
Són herbes subherbàcies, anuals o perennes, tiges amb secreció lletosa, glabres a pubescents. Les fulles són oposades, eglandulars, sense col·lèters en el nervi central del feix, les làmines glabres a variadament pubescents, sense domacis. Inflorescències axil·lars, cimoses, sèssils o subsèssils, amb 1-4 flors; bràctees inconspícues. Flors amb un calze de 5 sèpals, iguals o subiguals, subfoliacis, sense coléters a la base de la cara adaxial, corol·la hipocraterimorfa, sense estructures coronals accessòries, el tub recte, engrossit en la posició dels estams, els llimbs actinomorf, l'estivació sinistrorsa; estams inclosos, les anteres no connivents ni aglutinades al capdavant estigmàtica; gineceu 2-carpelar, els òvuls nombrosos; nectaris usualment 2. Fruits en  fol·licles apocàrpics, cilíndrics a subcilíndrics, fusiformes, continus, membranacis; llavors seques, nues, sense coma apical.

## Taxonomia
El gènere va ser descrit per George Don i publicat a A General History of the Dichlamydeous Plants 4: 71, 94–95. 1837. L'espècie tipus és: Catharanthus roseus (L.)
- Catharanthus coriaceus Markgr. Madagascar.
- Catharanthus lanceus (Bojer ex A.DC.) Pichon. Madagascar.
- Catharanthus longifolius (Pichon) Pichon. Madagascar.
- Catharanthus ovalis Markgr. Madagascar.
- Catharanthus pusillus (Murray) G.Don. Índia
- Catharanthus roseus (L.) G.Don. Madagascar.
- Catharanthus scitulus (Pichon) Pichon. Madagascar.
- Catharanthus trichophyllus (Baker) Pichon. Madagascar.